# Tedín Uriburu
Tedín Uriburu es una localidad del partido de Benito Juárez, en el sur de la provincia de Buenos Aires, Argentina. 
Está ubicada en el cuartel VI, al noroeste del partido de Benito Juárez. 
Se ubica a 39 km de la ciudad de Benito Juárez. Para llegar, hay que recorrer de 19 km de camino consolidado y 20 km de ruta asfaltada.

## Población
Cuenta con 157 habitantes (Indec, 2010), lo que no representa cambio significativo frente a los 157 habitantes (Indec, 2001) del censo anterior.
| Gráfica de evolución demográfica de Tedín Uriburu entre 1991 y 2010 |
|                                                                     |
| Fuente: Censos nacionales del INDEC                                 |

## Historia
Doña Máxima de Velázquez impulsó la creación de la primera escuela la N.º 1 General San Martín, en cercanías de la actual localidad en 1875. En 1912 como parte de la construcción del ramal ferroviario entre Olavarria y Tandil, se habilita la estación, imponiéndole el nombre de Tedín Uriburu, en homenaje a Don Virgilio Tedín Uriburu asesor del Ferrocarril Sud y dueño de las tierras. En su derredor surgen los primeros edificios y casas comerciales que van dando forma al pueblo, que creció por impulso de la actividad agropecuaria. La clausura del ramal ferroviario y el cierre de importantes emprendimientos como la Fábrica de productos lácteos y de la Cooperativa agrícola, fueron hechos fundamentales para el éxodo de pobladores.